# アンドレ・モレイラ
アンドレ・カンポス・モレイラ（André Campos Moreira、1995年12月2日 - ）は、ポルトガル・リベイラン出身のサッカー選手。グラスホッパー・クラブ・チューリッヒ所属。ポジションはGK。